# USS Memphis (SSN-691)
USS Memphis (SSN-691), jedrska jurišna podmornica razreda los angeles, je bila šesta ladja VM ZDA s tem imenom in poimenovana po mestu Memphis v Tennesseeju. Podmornica je v sestavi Atlantske flote VM ZDA z matičnim pristaniščem Groton.

## Zgodovina
Gradnja podmornice se je začela 23. junija 1973 v ladjedelnici Newport News. Splovljena je bila 3. aprila 1976 in je v uporabi od 17. decembra 1977.
Marca 1981 je USS Memphis zaključila plovbo okoli sveta (preko panamskega kanala); pri tem je bila v sestavi 6. in 7. flote.
1989 je bila reorganizirano v eksperimentalno podmornico, za potrebe testiranja strukture trupa, neposadkovnih podvodnih plovil, sonarjev, zmanjšanja trenja trupa in drugih modifikacij, ki so bile uporabljene za nove podmornice razreda los angeles in seawolf; kljub temu je bila bojno opravilna.
Sredi 90. let 20. stoletja je USS Memphis prejela številne modifikacije (ki so ji dodale dodatnih 50 t k teži).
Januarja 1994 je USS Memphis vstopila v Portsmouth Naval Shipyard za RCOH in modifikacije. Nato je bila dodeljena k Submarine Development Squadron TWELVE (Groton, Connecticut).